# Arville (Loir-et-Cher)
Arville era un comune francese di 123 abitanti situato nel dipartimento del Loir-et-Cher nella regione del Centro-Valle della Loira.
Dal 1º gennaio 2018 è confluito nel comune di Couëtron-au-Perche

## Società

### Evoluzione demografica
Abitanti censiti